# Neris (ciudad)
Neris (en griego, Νηρίς) es el nombre de un antiguo asentamiento griego de Laconia que también perteneció al territorio de Argólide en determinados periodos.
En tiempo de Pausanias pertenecía a Argólide. Este sitúa en las proximidades a Eva y a Antene, indicando que Eva era la mayor de las tres.
Es mencionada también por Estacio.
Se ha sugerido que podría haberse localizado junto a la actual Ano Doliana.